# Nina Hietanen
Nina Hietanen , född 21 augusti 1985, är en fotbollsspelare från Finland (anfallare) som har spelat för bland annat Hammarby IF DFF och Åland United. Hon vann den finländska skytteligan 2008. Hietanen har spelat i Finlands landslag och U21-landslag.